# Les Amis de la nature
 (juin 2021).

L'organisation des Amis de la nature fut fondée en 1895 à Vienne, en Autriche. À cette époque, marquée par l'avènement du tourisme, les Amis de la nature réussirent à proposer à de larges couches de la population des activités de loisirs et de tourisme proches de la nature. L'initiation et la sensibilisation aux beautés de la nature, tout comme l'information sur celles-ci et sur la culture, comptaient dès le début parmi les principaux objectifs de l'organisation.

## Historique
Les Amis de la Nature comptaient dans les années 1920 plus de 200 000 membres. L'association a été interdite en Allemagne sous le IIIe Reich.

## Engagement pour le développement durable
À travers le « Paysage de l'année (de) », proclamé tous les deux ans, les Amis de la nature ont créé un modèle pour la mise en œuvre de l'objectif du développement régional durable. Par des projets internationaux, comme les campagnes « 100 000 arbres pour l'Europe » ou « Des rivières bleues pour l'Europe », ils se proposent de développer une plus grande sensibilité pour les problèmes de l'environnement et de motiver les adhérents à s'engager activement. 